# Dobrzeń Wielki
Dobrzeń Wielki (dodatkowa nazwa w j. niem. Groß Döbern; śl. Wielki Dobrzyń) – wieś w Polsce, położona w województwie opolskim, w powiecie opolskim, w gminie Dobrzeń Wielki, której jest siedzibą. 
Historycznie leży na Górnym Śląsku.

## Nazwa
Według dzisiejszej wiedzy nazwa wsi Dobrzeń Wielki może pochodzić od nazw Dobern, Doberna (stąd pochodzi niem. nazwa Döbern), które zostały nazwane przez germańskie plemię Silingów.
Według niemieckiego nauczyciela Heinricha Adamy’ego nazwa wsi wywodzi się od polskiego słowa określającego wartość - "dobra". W swoim dziele o nazwach miejscowych na Śląsku wydanym w 1888 roku we Wrocławiu najstarszą nazwę miejscowości wymienia w polskiej formie Dobrzyn podając jej znaczenie "Gutland" czyli po polsku "Dobra ziemia".  
Wieś wzmiankowana w łacińskim dokumencie z 1228 roku wydanym przez Kazimierza I opolskiego, gdzie zanotowana została w zlatynizowanej, staropolskiej formie „Dobren”. Miejscowość została wymieniona w zlatynizowanej formie Dobrin w łacińskim dokumencie wydanym w 1360 roku w Brzegu. Pierwotna nazwa została początkowo przez Niemców fonetycznie zgermanizowana na Döbern, a później na Groß Döbern tracąc swoje pierwotne znaczenie.
W alfabetycznym spisie miejscowości na terenie Śląska wydanym w 1830 roku we Wrocławiu przez Johanna Georga Knie wieś występuje pod nazwą Wielki Dobrzyń oraz niemiecką - Gross Dobern.

## Historia
Badania archeologiczne, prowadzone na obszarze miejscowości przed i po II wojnie światowej datują najstarsze pozostałości zorganizowanego życia ludzkiego na VI i V w. p.n.e., natomiast ślady samego pobytu ludzi na 10 tys. lat.
W XIV w. miejscowość uzyskała niezależność od klasztoru norbertanów w Czarnowąsach, a mieszkańcy wybudowali murowany kościół pw. św. św. Katarzyny i Walentego. Klasztor jednak złożył protest do księcia Bolesława i odzyskał w 1325 r. swoje prawa do miejscowości. Kościół uległ zniszczeniu podczas pożaru w 1832 r., lecz został odbudowany.
13 marca 1681 r. proboszcz parafii w Dobrzeniu Wielkim, o. Jan Nerlich, norbertanin, otrzymał od wikariusza generalnego z Nysy, jako urzędnika bpa z Wrocławia, inwestyturę na kościół w Dobrzeniu Wielkim i filię w Brynicy. W 1880 we wsi urodził się werbista, Roch Szajca, redaktor polskich czasopism religijnych.
Do głosowania podczas plebiscytu uprawnionych było w Dobrzeniu Wielkim 1825 osób, z czego 1443, ok. 79,1%, stanowili mieszkańcy (w tym 1421, ok. 77,9% całości, mieszkańcy urodzeni w miejscowości). Oddano 1795 głosów (ok. 98,4% uprawnionych), w tym 1792 (ok. 99,8%) ważnych; za Niemcami głosowało 1216 osób (ok. 67,7%), a za Polską 576 osób (ok. 31,6%). W 1934 r. wybudowano w Dobrzeniu Wielkim nowy kościół pw. św. Katarzyny Aleksandryjskiej. 1 kwietnia 1938 r. miejscowość połączono wraz z Dobrzeniem Małym pod wspólną nazwą Döbern.
W okresie Republiki Weimarskiej i III Rzeszy miejscowość była ważnym ośrodkiem kulturalnym mniejszości polskiej. W Dobrzeniu Wielkim działały polskie organizacje takie jak: oddział Związku Polaków w Niemczech, Towarzystwo Młodzieży, Gromada Zuchów, Kongregacja Mariańska Trzeci Zakon i Związek Matek Chrześcijańskich.
6 kwietnia 1945 Ministerstwo Bezpieczeństwa Publicznego utworzyło Centralne Obozy Pracy. Obóz MBP nr 95, powstały w Dobrzeniu miał status obozu przejściowego, następnie został przekształcony w obóz pracy. Przetrzymywano w nich Ślązaków i Niemców oraz byłych członków SS. Do obozu trafiali także powracający do Polski żołnierze armii Andersa, którzy wstąpili do niej po dezercji z Wehrmachtu, do którego wcielono ich wcześniej w ramach volkslisty.
W 2008 roku w pobliżu wsi uruchomiono elektrownię wodną Dobrzeń.

## Zabytki

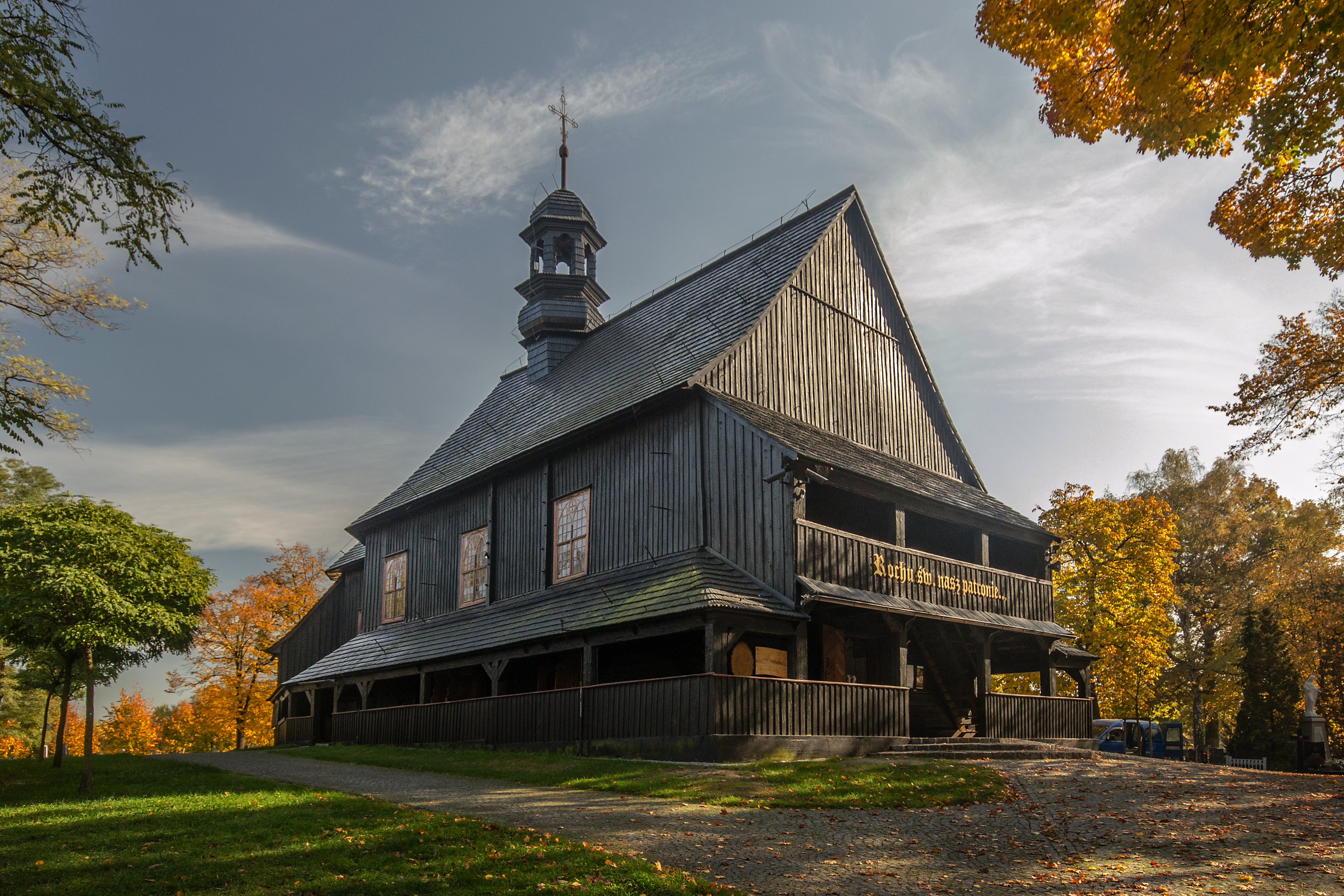
Kościół odpustowy pw. św. Rocha

Do wojewódzkiego rejestru zabytków wpisany jest:
- kościół odpustowy pw. św. Rocha, drewniany, zbudowany w 1658 r. – XVII w., XVIII w. W środku znajdują się m.in.: ołtarz główny, barokowy z ok. 1700 r., ołtarze boczne z końca XVII w. oraz dwa XVIII-wieczne obrazy barokowe przedstawiające Barbarę z Nikomedii i św. Katarzynę.

## Demografia
W 1925 r. w miejscowości mieszkało 2727 osób.

## Edukacja
W miejscowości znajdują się dwie szkoły podstawowe oraz publiczne liceum ogólnokształcące, które w momencie powstania było pierwszym liceum na wsi w Polsce. Budynek liceum w ostatnich latach przeszedł gruntowną modernizację i zyskał jedną z najnowocześniejszych i największych w województwie hal widowiskowo-sportowych. Szkoła prowadzi wymiany z niemieckimi i szwajcarskim placówkami edukacyjnymi.

## Sport
W miejscowości od 11 sierpnia 1926 roku działa klub piłkarski TOR Dobrzeń Wielki, w sezonie 2022/2023 występujący w klasie okręgowej, grupie opolskiej I.

## Administracja
W latach 1954–1972 wieś należała i była siedzibą władz gromady Dobrzeń Wielki.
W obrębie Dobrzenia Wielkiego wyróżnione są administracyjnie trzy części miejscowości: Ameryka, Buczki i osada Wolny.
| Część miejscowości | SIMC    | Status prawny                                             | Forma dopełniaczowa | Forma przymiotnikowa | Współrzędne                               | Nazwa niemiecka |
| ------------------ | ------- | --------------------------------------------------------- | ------------------- | -------------------- | ----------------------------------------- | --------------- |
| Ameryka            | 0493445 | nadana 1 czerwca 1948 r./obowiązująca                     | Ameryki             | amerycki             | 50°46′52″N 17°50′24″E/50,781111 17,840000 | Amerika         |
| Buczki             | 0493451 | obowiązująca                                              |                     |                      | 50°46′12″N 17°51′09″E/50,770000 17,852500 |                 |
| Dobrzeń Mały       | 0493416 | nadana 1 czerwca 1948 r./zniesiona (samodzielna wieś)     | Dobrzenia Małego    | dobrzeński           | 50°45′05″N 17°51′28″E/50,751389 17,857778 | Klein Döbern    |
| Kłapacz            | 0493238 | nadana 1 czerwca 1948 r./zniesiona (przysiółek wsi Borki) | Kłapacza            | kłapacki             | 50°44′26″N 17°52′49″E/50,740556 17,880278 | Eichenkamp      |
| Święty Roch        |         | nadana 1 czerwca 1948 r./ zniesiona                       | Świętego Rocha      | świętoroski          |                                           | Sankt Rochus    |
| Wolny              | 0493468 | obowiązująca                                              |                     |                      | 50°46′12″N 17°49′36″E/50,770000 17,826667 |                 |

## Współpraca
Miejscowość partnerska:
- Wil, Szwajcaria

## Linki
- Parafia św. Katarzyny Aleksandryjskiej w Dobrzeniu Wielkim